# Meta vacillans
Meta vacillans là một loài nhện trong họ Tetragnathidae.
Loài này thuộc chi Meta. Meta vacillans được miêu tả năm 1876 bởi Butler.